# Ciao Brother
Ciao Brother (italienska: Microcinema) är en italiensk komedifilm från 2016. Den regisserades av Nicola Barnaba.
Filmen handlar om Angelo, som är en bedragare som flyr till Los Angeles.

## Rollista
- Fabrizio Nardi: Angelo
- Nico Di Renzo: George
- Benedicta Boccoli: Patricia
- Francesca Della Ragione: Alyssa
- Clayton Norcross: Mr. Cullinhan
- Mietta: Claire
- Emanuela Aurizi: Manila
- Ami Veevers Chorlton: Miss Brandy
- Massimo Ceccherini: taxichaufför
- Roberto Ciufoli: privatdetektiv
- David Zed: advokat Welles